# Svrljig (région)
Le Svrljig (en serbe cyrillique : Сврљиг) est une région située au sud-est de la Serbie.
La localité la plus importante de la région de Svrljig est la ville éponyme de Svrljig.